# Tamouls srilankais
Cet article concerne le peuple tamoul. Pour la langue tamoule, voir Tamoul.
Les Tamouls du Sri Lanka ou Tamouls d’Eelam (tamoul : இலங்கை தமிழர், ilankai tamiḻar ou tamoul : ஈழத் தமிழர், īḻat tamiḻar), aussi connus comme Tamouls de Ceylan sont des Tamouls originaires de l'État insulaire sud-asiatique du Sri Lanka. Aujourd'hui, ils sont majoritaires dans la province Nord, vivent en nombre significatif dans la province de l'Est et sont minoritaires dans le reste du pays. 70 % des Tamouls srilankais au Sri Lanka vivent dans les provinces du Nord et de l'Est.
Les Tamouls sri lankais modernes descendent des résidents du royaume de Jaffna, un ancien royaume du Nord du Sri Lanka et des chefferies Vannimai de l'Est. Selon les preuves anthropologiques et archéologiques, les Tamouls srilankais ont une très longue histoire au Sri Lanka et vivent sur l'île depuis au moins le IIe siècle av. J.-C.
Les Tamouls sri lankais sont pour la plupart hindous avec une importante population chrétienne. La littérature tamoule sri lankaise (en) sur des sujets tels que la religion et les sciences a prospéré pendant la période médiévale à la cour du royaume de Jaffna. Depuis le début de la guerre civile srilankaise dans les années 1980, il se distingue par un accent mis sur les thèmes liés au conflit. Les dialectes tamouls srilankais (en) sont connus pour leur archaïsme, dont la rétention de vocabulaires anciens qui ne sont pas d'usage en Inde méridionale. La culture tamoule sri lankaise, elle-même diverse, est également très distincte et unique. Les tamouls sri lankais formant un groupe de populations tamoulophones différencié par ses coutumes et traditions, ses parlers et son organisation sociale, des tamouls d'Inde. Même si l'influence culturelle de l'Inde du Sud moderne s'est accrue depuis le XIXe siècle, et est devenue prépondérante de nos jours. 
Depuis que le Sri Lanka a obtenu son indépendance (en) de la Grande-Bretagne en 1948, les relations entre la majorité cinghalaise et la minorité tamoule sont tendues. La montée des tensions ethniques et politiques à la suite du Sinhala Only Act, ainsi que les pogroms ethniques (en) perpétrés par des foules cinghalaises en 1956, 1958, 1977, 1981 et 1983, ont conduit à la formation et au renforcement de groupes militants (en) prônant l'indépendance des Tamouls. La guerre civile qui a suivi a entraîné la mort de plus de 100 000 personnes et la disparition forcée et le viol de milliers d'autres. La guerre civile a pris fin en 2009, mais il y a des allégations persistantes d'atrocités (en) commises par l'armée srilankaise,,. Un panel de l'ONU (en) a découvert que jusqu'à 40 000 civils tamouls auraient été tués au cours des derniers mois de la guerre civile. En janvier 2020, le président du Sri Lanka Gotabaya Rajapaksa a déclaré que plus de 20 000 Tamouls sri lankais disparus étaient morts. La fin de la guerre civile n'a pas complètement amélioré les conditions au Sri Lanka, la liberté de la presse n'étant pas rétablie et le pouvoir judiciaire relevant du contrôle politique,,.
Un tiers des Tamouls sri lankais vivent désormais en dehors du Sri Lanka. Bien qu'il y ait eu une migration importante pendant la colonisation britannique vers Singapour et la Malaisie, la guerre civile a conduit plus de 800 000 Tamouls à quitter le Sri Lanka, et beaucoup ont quitté le pays (en) pour des destinations telles que le Canada, le Royaume-Uni, l'Inde, l'Allemagne et la France en tant que réfugiés ou émigrants. Selon le journal pro-rebelle TamilNet (en), la persécution (en) et la discrimination (en) auxquelles les Tamouls sri lankais ont été confrontés ont conduit certains Tamouls aujourd'hui à ne pas s'identifier comme sri lankais, mais à s'identifier comme Tamouls d'Eelam, Tamouls de Ceylan ou simplement Tamouls,. Beaucoup soutiennent encore l'idée d'Eelam tamoul, un État indépendant proposé que les Tamouls sri lankais aspiraient à créer (en) dans le Nord-Est (en) du Sri Lanka,,,,. Inspiré du drapeau tamoul de l'Eelam (en), le tigre également utilisé par les LTTE est devenu un symbole du nationalisme tamoul pour certains Tamouls du Sri Lanka et de la diaspora tamoule sri lankaise,.

## Histoire
Il y a peu de consensus scientifique sur la présence du peuple tamoul sri lankais au Sri Lanka, également connu sous le nom d'Eelam dans la littérature Sangam. Une théorie plus ancienne affirme qu'il n'y avait pas de grandes colonies tamoules au Sri Lanka jusqu'au Xe siècle. Selon les preuves anthropologiques et archéologiques, les Tamouls sri lankais ont une très longue histoire au Sri Lanka et vivent sur l'île depuis au moins environ le IIe siècle av. J.-C.,.

### Période préhistorique
Les indigènes Vedda sont particulièrement liés à certaines populations du sud et du centre-est de l'Inde et aux premières populations d'Asie du Sud-Est. Il n'est pas possible de déterminer quelles langues ils parlaient à l'origine car la langue Vedda (en) est considérée comme divergente de sa source d'origine (en raison de l'influence de la langue singhalaise).
Selon K. Indrapala (en), la diffusion culturelle, plutôt que la migration des personnes, a répandu les langues Prâkrit et tamoule de l'Inde péninsulaire dans une population mésolithique existante, des siècles avant l'ère commune. Les scripts tamoul-brahmi (en) et tamoul-Prâkrit ont été utilisés pour écrire la langue tamoule pendant cette période sur l'île.
Au cours de la période protohistorique (1000-500 av. J.-C.), le Sri Lanka était culturellement uni au sud de l'Inde et partageait les mêmes sépultures mégalithiques, la poterie, la technologie du fer, les techniques agricoles et les symboles de graffiti mégalithiques (en),. Ce complexe culturel s'est répandu du sud de l'Inde avec des clans dravidiens tels que les Velir (en), avant la migration des locuteurs de Prâkrit,,.
Des colonies de populations primitives culturellement similaires de l'ancien Sri Lanka et de l'ancien Tamil Nadu en Inde ont été fouillées sur des sites funéraires mégalithiques à Pomparippu sur la côte ouest et à Kathiraveli sur la côte est de l'île. Présentant une ressemblance remarquable avec les sépultures du premier royaume de Pândya (en), ces sites ont été établis entre le Ve siècle av. J.-C. au IIe siècle apr. J.-C.,.
Des séquences de céramique excavées similaires à celle d'Arikamedu ont été trouvées à Kandarodai (en) (Kadiramalai) sur la côte nord, datées de 1300 av. J.-C. Les similitudes culturelles dans les pratiques funéraires dans le sud de l'Inde et au Sri Lanka ont été datées par les archéologues du Xe siècle av. J.-C. Cependant, l'histoire et l'archéologie indiennes ont repoussé la date au XVe siècle avant notre ère. Au Sri Lanka, il existe des preuves radiométriques d'Anuradhapura que des céramiques noirs et rouges portant le symbole non brahmi étaient présentes au Xe siècle av. J.-C.
Les restes squelettiques d'un chef du début de l'âge du fer ont été découverts à Anaikoddai (en), dans le district de Jaffna. Le nom Ko Veta est gravé en écriture Brahmi sur un sceau enterré avec le squelette et est attribué par les excavateurs au IIIe siècle avant notre ère. Ko, qui signifie « roi » en tamoul, est comparable à des noms tels que Ko Atan, Ko Putivira et Ko Ra-pumaan apparaissant dans les inscriptions tamoules Brahmi contemporaines de l'ancienne Inde du Sud et de l'Égypte.

### Période historique
Des tessons de poterie avec une écriture tamoule ancienne (en) du IIe siècle av. J.-C. ont été trouvés du nord à Poonakari, dans le district de Kilinochchi, au sud à Tissamaharama (en). Ils portaient plusieurs inscriptions, dont un nom de clan veḷ, un nom lié au Velir (en) de l'ancien pays tamoul (en).
Une fois que les locuteurs de Prâkrit ont atteint la domination sur l'île, le Mahavamsa raconte en outre la migration ultérieure des épouses royales et des castes de service du royaume de Pândya vers le royaume d'Anurâdhapura au début de la période historique.
Des preuves épigraphiques montrent des personnes s'identifiant comme Damelas ou Damedas (le mot Prâkrit pour les Tamouls) à Anuradhapura, la capitale de Rajarata, l'empire du milieu, et d'autres régions du Sri Lanka dès le IIe siècle av. J.-C.. Des fouilles dans la région de Tissamaharama, dans le sud du Sri Lanka, ont mis au jour des pièces de monnaie émises localement, produites entre le IIe siècle av. J.-C. et le IIe siècle apr. J.-C., dont certaines portent des noms personnels tamouls locaux écrits en premiers caractères tamouls, ce qui suggère que les marchands tamouls locaux étaient présents et activement impliqués dans le commerce le long de la côte sud du Sri Lanka à la fin de la période classique.
D'autres inscriptions anciennes de la période font référence à un marchand tamoul, le chef de famille tamoul résidant à Iḷabharata et un marin tamoul nommé Karava. Deux des six inscriptions anciennes faisant référence aux Damedas (Tamouls) se trouvent à Periya Pullyakulam dans le district de Vavuniya, un à Seruvavila dans le district de Trincomalee, un à Kuduvil dans le district d'Ampara, un à Anuradhapura et un dans le district de Matale.
Il est fait mention dans des sources littéraires de dirigeants tamouls amenant des chevaux sur l'île dans des embarcations au IIe siècle av. J.-C., arrivant très probablement à Kudiramalai. Les archives historiques établissent que les royaumes tamouls de l'Inde moderne étaient étroitement impliqués dans les affaires de l'île à partir du IIe siècle av. J.-C. environ,. Kudiramalai , Kandarodai et Vallipuram ont servi de grandes capitales tamoules du nord et d' emporiums de commerce avec ces royaumes et les Romains du VIe au IIe siècle av. J.-C. Les découvertes archéologiques dans ces villes et le Manimekalai (en), un poème historique, détaillent comment Nāka-Tivu de Nāka-Nadu sur la péninsule de Jaffna était un marché international lucratif pour le commerce des perles et des conques pour les pêcheurs tamouls.
Dans Mahavamsa, un poème historique, des aventuriers tamouls tels qu'Ellalan ont envahi l'île vers 145 av. J.-C.. Le premier roi Chola Karikalan, fils d'Eelamcecenni a utilisé la puissance navale supérieure de Chola pour conquérir Ceylan au Ier siècle av. J.-C. Le shivaïsme hindou, le bouddhisme tamoul et le jaïnisme étaient populaires parmi les Tamouls à cette époque, tout comme la prolifération du culte des divinités villageoises.
L'école Amaravati était influente dans la région lorsque la dynastie Telugu Satavahana a établi l'empire d'Andhra et son 17e monarque Hāla (20-24) a épousé une princesse de l'île. Les anciens Vanniars se sont installés à l'est de l'île au cours des premiers siècles de l'ère commune pour cultiver et entretenir la région,. La région de Vanni a prospéré.
Au VIe siècle apr. J.-C., une route côtière spéciale par bateau a été établie de la péninsule de Jaffna vers le sud jusqu'aux centres religieux shivaïtes de Trincomalee (Koneswaram) et plus au sud jusqu'à Batticaloa (Thirukkovil), a traversé quelques petites colonies commerciales tamoules à Mullaitivu sur la côte nord.
Les conquêtes et le règne de l'île par le roi Pallava Narasimhavarman I (630-668) et son grand-père le roi Simhavishnu (537-590) ont vu l'érection et le développement structurel de plusieurs Kovils autour de l'île, en particulier dans le nord-est. Ces temples rupestres dravidiens de Pallava sont restés un style d'architecture populaire et très influent dans la région au cours des siècles suivants,,. Des soldats tamouls de ce qui est aujourd'hui l'Inde du Sud ont été amenés à Anuradhapura entre le VIIe siècle et le XIe siècle en si grand nombre que les chefs locaux et les rois essayant d'établir la légitimité en sont venus à s'appuyer sur eux. Au VIIIe siècle, les villages tamouls étaient collectivement connus sous le nom de Demel-kaballa (lotissement tamoul), Demelat-valademin (villages tamouls) et Demel-gam-bim (villages et terres tamouls).

### Période médiévale
Aux IXe et Xe siècles, les incursions de Pandya et de Chola au Sri Lanka ont abouti à l'annexion de l'île par les Chola (en), qui a duré jusqu'à la seconde moitié du XIe siècle,,,,,. Rajaraja Ier Chola a renommé le trône du nord Mummudi Chola Mandalam après sa conquête du pays du nord-est pour protéger les commerçants tamouls pillés, emprisonnés et tués pendant des années sur l'île. La conquête de l'île par Rajadhiraja Chola (en) y a conduit à la chute de quatre rois, dont l'un, Madavarajah, le roi de Jaffna, était un usurpateur de la dynastie Rashtrakuta. Ces dynasties ont supervisé le développement de plusieurs Kovils (en) qui administraient des services aux communautés de terres affectées aux temples grâce à des subventions royales. Leur règle a également vu le bienfait d'autres religions. Des fouilles récentes ont conduit à la découverte d'un Kovil calcaire de l'ère Rajaraja Ier Chola sur l'île de Delft, trouvé avec des pièces de monnaie Chola de cette période. Le déclin du pouvoir Chola au Sri Lanka a été suivi par la restauration de la monarchie de Polonnaruwa à la fin du XIe siècle.
En 1215, à la suite des invasions de Pandya, la dynastie Ârya Chakravarti à dominante tamoule a établi un royaume indépendant de Jaffna sur la péninsule de Jaffna et d'autres parties du nord de l'île. L'expansion Ârya Chakravarti dans le sud a été stoppée par Alagakkonara, un homme issu d'une famille de marchands de Kanchipuram au Tamil Nadu. Il était le ministre en chef du roi cinghalais Parakramabahu V (1344–59). Vira Alakeshwara, un descendant d'Alagakkonara, devint plus tard roi des Cinghalais, mais il fut renversé par l'amiral Ming Zheng He en 1409. L'année suivante, l'amiral chinois Zheng He érigea une tablette de pierre trilingue (en) à Galle, dans le sud de l'île, écrite en chinois, persan et tamoul qui enregistrait les offrandes qu'il avait faites à Bouddha, à Allah et au dieu des Tamouls Tenavarai Nayanar. L'amiral a invoqué les bénédictions des divinités hindoues au temple de Perimpanayagam Tenavaram (en) à Tevanthurai pour un monde pacifique fondé sur le commerce.
Le planisphère de Cantino de 1502 représente trois villes tamoules sur la côte est de l'île - Mullaitivu, Trinquemalay et Panama (en), où les habitants cultivent de la cannelle et d'autres épices, pêchent des perles et des perles de semence et vénèrent des idoles, faisant beaucoup de commerce avec Kozhikode au Kerala. La dynastie Ârya Chakravarti a régné sur de grandes parties du nord-est du Sri Lanka jusqu'à la conquête portugaise du royaume de Jaffna (en) en 1619. Les zones côtières de l'île ont été conquises par les Néerlandais, puis sont devenues une partie de l'Empire britannique en 1796.
Le Nampota cinghalais daté dans sa forme actuelle du XIVe ou XVe siècle suggère que l'ensemble du royaume tamoul, y compris des parties du district moderne de Trinquemalay, a été reconnu comme une région tamoule sous le nom de Demala-pattana (ville tamoule). Dans ce travail, un certain nombre de villages qui sont maintenant situés dans les districts de Jaffna, Mullaitivu et Trincomalee sont mentionnés comme des lieux de Demala-pattana.
Le marin anglais Robert Knox a décrit la marche dans le pays tamoul de l'île dans la publication An Historical Relation of the Island Ceylon (en), faisant référence à certains aspects de leur vie royale, rurale et économique et annotant certains royaumes en son sein sur une carte en 1681. À l'arrivée des puissances européennes à partir du XVIIe siècle, la nation séparée des Tamouls a été décrite dans leurs zones d'habitation dans le nord-est de l'île
La structure de caste de la majorité cinghalaise a également accueilli des immigrants tamouls et du Kerala du sud de l'Inde depuis le XIIIe siècle. Cela a conduit à l'émergence de trois nouveaux groupes de castes cinghalaises : les Salagama, les Durava et les Karava,,. La migration et l'assimilation tamoules se sont poursuivies jusqu'au XVIIIe siècle.

## Société

### Démographie

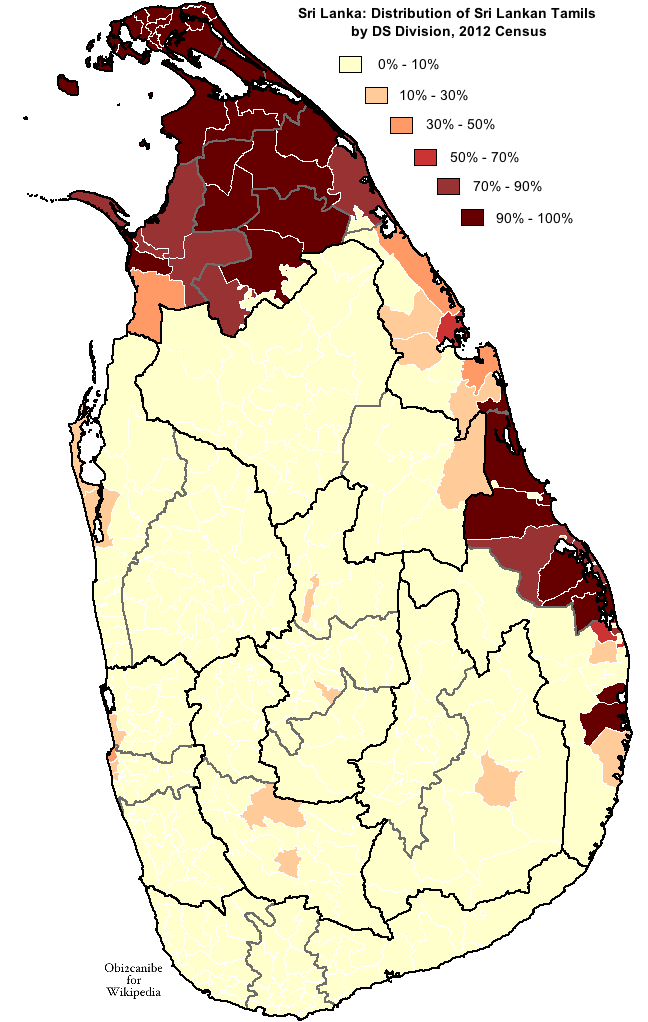
Répartition des Tamouls sri-lankais au Sri Lanka par division DS selon le recensement de 2012.

Selon le recensement de 2012, il y avait 2 270 924 Tamouls srilankais au Sri Lanka, soit 11,2 % de la population. Les Tamouls srilankais constituent une écrasante majorité de la population de la province du Nord et constituent le groupe ethnique le plus important de la province de l'Est. Ils sont minoritaires dans les autres provinces. 70 % des Tamouls srilankais au Sri Lanka vivent dans les provinces du Nord et de l'Est.
| Année | Population | Variation |
| 1911  | 528 000    |           |
| 1921  | 517 300    | −2 %      |
| 1931  | 598 900    | +15,8 %   |
| 1946  | 733 700    | +22,5 %   |
| 1953  | 884 700    | +20,6 %   |
| 1963  | 1 164 700  | +31,6 %   |
| 1971  | 1 424 000  | +22,3 %   |
| 1981  | 1 886 900  | +32,5 %   |
| 1989  | 2 124 000  | +12,6 %   |
| 2012  | 2 270 924  | +6,9 %    |

| Province                 | Tamouls srilankais | % Province | % Tamouls srilankais |
| ------------------------ | ------------------ | ---------- | -------------------- |
| Province du Centre       | 128 263            | 5 %        | 5,7 %                |
| Province de l'Est        | 609 584            | 39,3 %     | 26,8 %               |
| Province du Nord         | 987 692            | 93,3 %     | 43,5 %               |
| Province du Centre-Nord  | 12 421             | 1 %        | 0,6 %                |
| Province du Nord-Ouest   | 66 286             | 2,8 %      | 2.9 %                |
| Province de Sabaragamuwa | 74 908             | 3,9 %      | 3,3 %                |
| Province du Sud          | 25 901             | 1,1 %      | 1,1 %                |
| Province d'Uva           | 30 118             | 2,4 %      | 1,3 %                |
| Province de l'Ouest      | 335 751            | 5,8 %      | 14,8 %               |
| Total                    | 2 270 924          | 11,2 %     | 100,0 %              |

Il n'y a pas de chiffres précis sur le nombre de Tamouls srilankais vivant dans la diaspora. Les estimations vont de 450 000 à un million.

### Autres communautés de langue tamoule

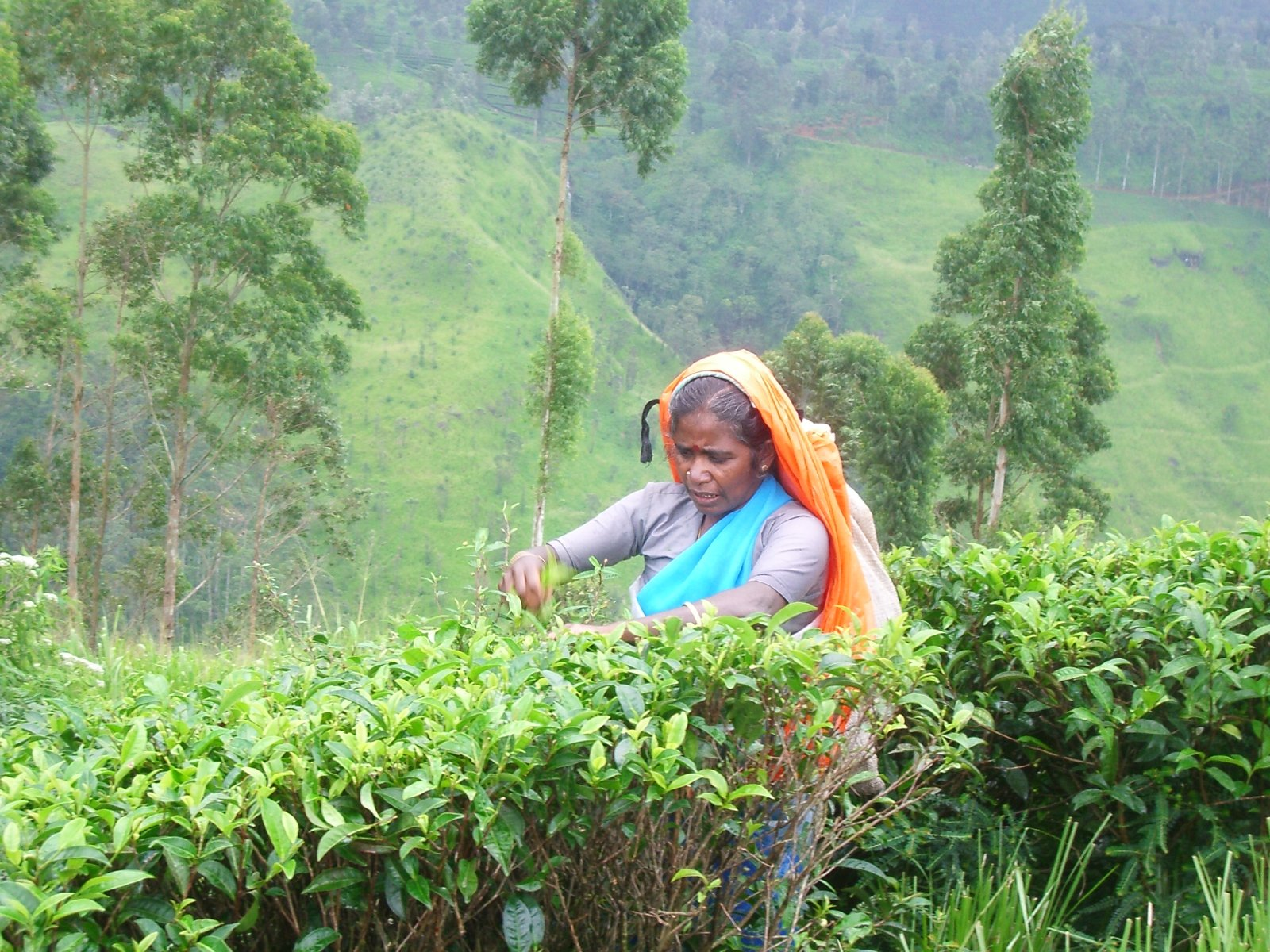
Les sont classés comme un groupe ethnique distinct.

Les deux groupes de Tamouls situés au Sri Lanka sont les Tamouls srilankais et les Tamouls indiens du Sri Lanka (en). Il existe également une importante population au Sri Lanka qui est de langue maternelle tamoule et de confession islamique. Bien qu'une quantité importante de preuves indique que ces musulmans sont des Tamouls de souche (en),,, ils sont controversés,,et répertoriés comme un groupe ethnique distinct par le gouvernement srilankais (en),,.
Les Tamouls srilankais (également appelés Tamouls de Ceylan) sont les descendants des Tamouls de l'ancien royaume de Jaffna et des chefferies de la côte est appelées Vannimais. Les Tamouls indiens (ou Hill Country Tamils) sont les descendants de travailleurs engagés envoyés du Tamil Nadu au Sri Lanka au XIXe siècle pour travailler dans les plantations de thé,.
La plupart des Tamouls srilankais vivent dans les provinces du Nord et de l'Est et dans la capitale Colombo, et la plupart des Tamouls indiens vivent dans les hauts plateaux du centre. Historiquement, les deux groupes se considéraient comme des communautés distinctes, bien qu'il y ait eu un plus grand sentiment d'unité depuis les années 1980. En 1948, le gouvernement du Parti national uni a dépouillé les Tamouls indiens de leur citoyenneté avec le Ceylon Citizenship Act (en). Aux termes d'un accord conclu entre les gouvernements srilankais et indien dans les années 1960, environ quarante pour cent des Tamouls indiens ont obtenu la citoyenneté srilankaise, et la plupart des autres ont été rapatriés en Inde. Dans les années 1990, la plupart des Tamouls indiens avaient obtenu la citoyenneté srilankaise.

### Groupes régionaux
Les Tamouls srilankais sont classés en trois sous-groupes en fonction de la répartition régionale, des dialectes et de la culture : les Tamouls de Negombo de la partie ouest de l'île, les Tamouls de l'Est de la partie orientale et les Jaffna ou les Tamouls du Nord.

#### Tamouls de l'Est

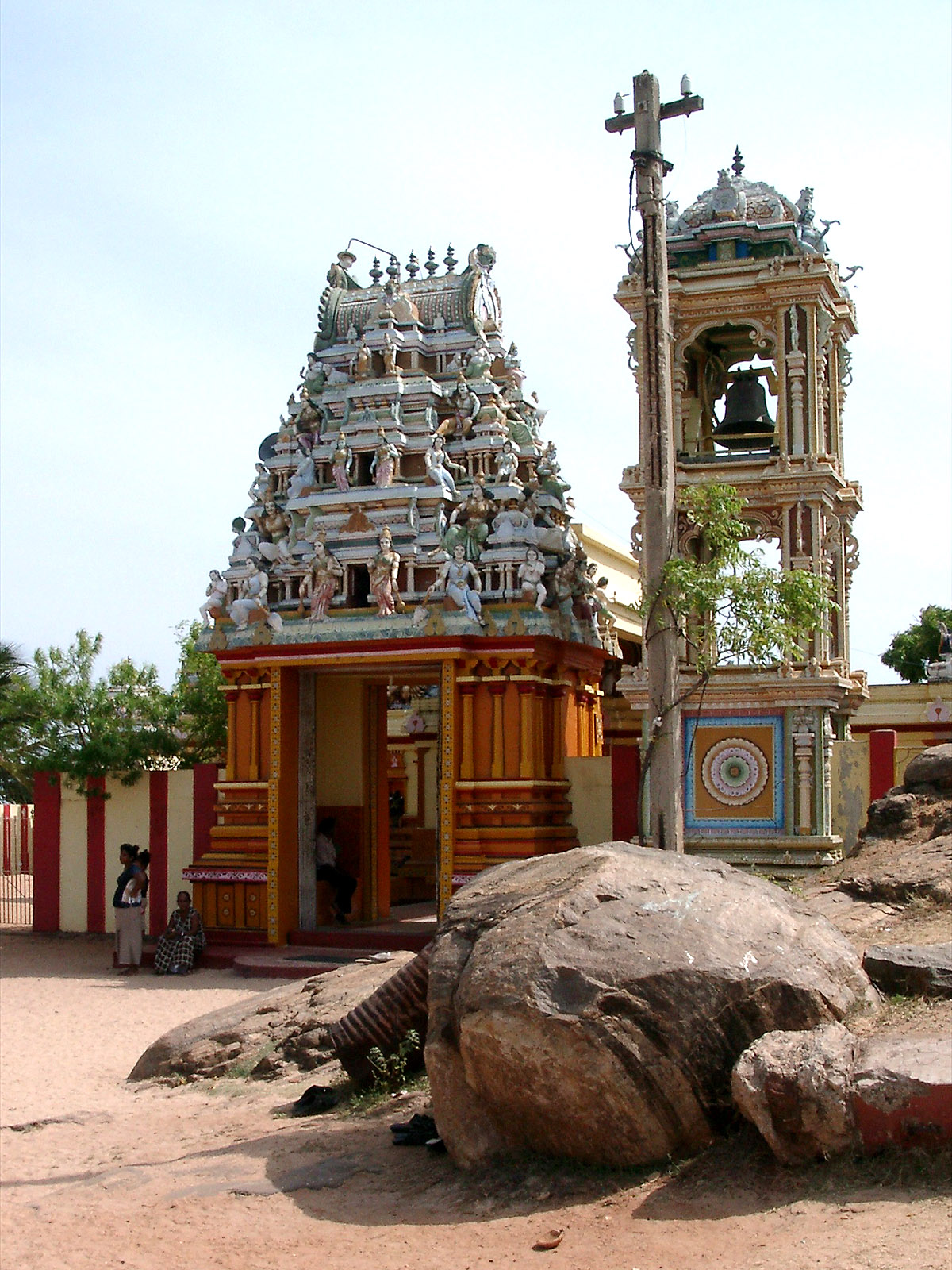
Le temple hindou de Koneswaram à Trinquemalay, mentionné dans la littérature shivaïte vers 700 ap. J.-C. par Thirugnana Sambanthar.

Les Tamouls de l'Est habitent une région qui s'étend sur les districts de Trinquemalay, Batticaloa et Ampara. Leur histoire et leurs traditions s'inspirent des légendes locales, de la littérature autochtone et des documents coloniaux.
Au XIVe siècle, la région passa sous le contrôle nominal du royaume de Kandy, mais il y avait une autorité dispersée sous les chefs Vannimai dans le district de Batticaloa, qui vinrent avec l'armée de Magha en 1215. À partir de ce moment, le développement social des Tamouls de l'Est a divergé de celui des Tamouls du Nord.
Les Tamouls de l'Est sont une société basée sur l'agriculture. Ils suivent un système de castes (en) similaire au système de parenté sud-indien ou dravidien. La hiérarchie des castes tamoules orientales est dominée par les Mukkuvar (en), Vellalar (en) et Karaiyar (en). La principale caractéristique de leur société est le système du kudi. Bien que le mot tamoul kudi signifie une maison ou une colonie, dans l'est du Sri Lanka, il est lié aux alliances matrimoniales. Il fait référence aux clans matrilinéaires exogames et se retrouve parmi la plupart des groupes de castes. Hommes ou femmes restent membres du kudi de leur naissance et sont frère ou sœur par parenté. Aucun homme ne peut se marier dans le même kudi car la femme est toujours devenue sa sœur. Mais, un homme ne peut se marier que dans l'un de ses kudis sampantha et non dans les kudis sakothara. Selon la coutume, les enfants nés dans une famille appartiennent au kudi de la mère. Les kudis possèdent également collectivement des lieux de culte tels que des temples hindous  Chaque caste contient un certain nombre de kudi, avec des noms différents. Outre les castes avec un système de kudi interne, il existe dix-sept groupes de castes, appelés Ciraikudis, ou kudis emprisonnés, dont les membres étaient considérés comme en captivité, confinés à des services spécifiques tels que le lavage, le tissage et le tapotement de grog. Cependant, ces restrictions ne s'appliquent plus.
Les Tamouls du district de Trinquemalay ont des coutumes sociales différentes de celles de leurs voisins du sud en raison de l'influence du royaume de Jaffna au nord. Le peuple indigène Vedda de la côte est (en) parle également tamoul et s'est assimilé à la structure de caste tamoule orientale. La plupart des Tamouls de l'Est suivent les lois coutumières appelées lois Mukkuva (en) codifiées pendant la période coloniale néerlandaise .

#### Tamouls du Nord
L'histoire de Jaffna en tant que royaume indépendant confère une légitimité aux revendications politiques des Tamouls srilankais et a fourni une orientation à leurs revendications constitutionnelles. La société tamoule du nord est généralement classée en deux groupes: ceux qui sont originaires de la péninsule de Jaffna au nord et ceux qui résident dans le Vanni (en) immédiatement au sud. La société de Jaffna est séparée par des castes (en). Historiquement, les Vellalar srilankais (en) dominaient dans la région du nord et étaient traditionnellement des agriculteurs (Husbandman (en)) impliqués dans l'agriculture et l'élevage du bétail. Ils constituent la moitié de la population et jouissaient d'une domination durant la période coloniale hollandaise, communauté d'où provenaient également les élites politiques coloniales. Les communautés maritimes existaient en dehors du système de castes basé sur l'agriculture et sont dominées par les Karaiyars (en),. Les castes dominantes (par exemple les Vellalar ou Karaiyar) utilisent traditionnellement le service de ceux collectivement connus sous le nom de Kudimakkal. Les Panchamars, qui servent de Kudimakkal, se composent des Nalavar (en), Pallar (en), Paraiyar (en), Vannar (en) et Ambattar (en). Les castes de prêtres du temple connues sous le nom de Kurukkals et d'Iyers sont également tenues en haute estime. Les artisans connus sous le nom de Kammalar (en) servent également de Kudimakkal et se composent des Kannar (durandiers), Kollar (forgerons), Tattar (orfèvres), Tatchar (charpentiers) et Kartatchar (sculpteur). Les Kudimakkal étaient des domestiques qui accordaient également une importance rituelle aux castes dominantes,.
Les habitants des districts de Vanni se considéraient comme séparés des Tamouls de la péninsule de Jaffna, mais les deux groupes se sont mariés. La plupart de ces couples mariés se sont installés dans les quartiers de Vanni où des terres étaient disponibles. Vanni se compose d'un certain nombre de colonies de hautes terres au sein de terres boisées utilisant la culture basée sur des réservoirs d'irrigation. Un recensement de 1890 a recensé 711 réservoirs de ce type dans cette zone. La chasse et l'élevage de bétail comme le buffle d'eau et le bétail sont un complément nécessaire à l'agriculture. Le Vanni, habité par les Tamouls, comprend les districts de Vavuniya, Mullaitivu et Mannar oriental. Historiquement, la région de Vanni a été en contact avec ce qui est aujourd'hui l'Inde du Sud, y compris pendant la période médiévale et a été gouvernée par les chefs Vanniar (en). Les Tamouls du Nord suivent les lois coutumières appelées Thesavalamai (en), codifiées pendant la période coloniale hollandaise.

#### Tamouls de l'Ouest
Les Tamouls de l'Ouest, également connus sous le nom de Tamouls de Negombo (en) ou Tamouls de Puttalam, sont des Tamouls srilankais indigènes qui vivent dans les districts de l'ouest de Gampaha et de Puttalam. Le terme ne s'applique pas aux immigrants tamouls dans ces régions. Ils se distinguent des autres Tamouls par leurs dialectes, dont l'un est connu sous le nom de dialecte tamoul de Negombo (en), et par des aspects de leur culture tels que les lois coutumières,,. La plupart des Tamouls de Negombo se sont assimilés au groupe ethnique cinghalais par un processus connu sous le nom de cinghalisation (en). La cinghalisation a été facilitée par les mythes et légendes de caste. La hiérarchie des castes des Tamouls occidentaux est principalement dominée par les Karaiyars (en) maritimes, ainsi que par d'autres groupes dominants tels que les Paravars.
Dans le district de Gampaha, les Tamouls ont historiquement habité la région côtière. Dans le district de Puttalam, il y avait une importante population ethnique tamoule jusqu'aux deux premières décennies du XXe siècle,. La plupart de ceux qui s'identifient comme Tamouls ethniques vivent dans des villages comme Udappu et Maradankulam (en). La bande côtière de Jaffna à Chilaw (en) est également connue sous le nom de « ceinture catholique ». Les chrétiens tamouls (en), principalement des catholiques romains, ont préservé leur héritage dans les grandes villes telles que Negombo, Chilaw, Puttalam, ainsi que dans des villages tels que Mampuri.
Certains habitants de ces deux districts, en particulier les Karaiyars, sont bilingues, ce qui garantit la survie de la langue tamoule en tant que lingua franca parmi les communautés maritimes migrantes à travers l'île. Le dialecte tamoul Negombo est parlé par environ 50 000 personnes. Ce nombre n'inclut pas les autres, en dehors de la ville de Negombo, qui parlent des variétés locales de la langue tamoule. Les Karavas (en) catholiques bilingues se trouvent également dans les régions côtières de l'ouest, qui font remonter leurs origines aux Tamouls Karaiyar mais s'identifient comme Cinghalais.
Negombo Tamil est le fait que les Karavas ont immigré au Sri Lanka bien plus tard que les Tamouls n'ont immigré à Jaffna. Cela suggérerait que le dialecte Negombo a continué d'évoluer sur la côte de Coromandel avant d'arriver au Sri Lanka et a commencé à être influencé par le cinghalais. Ainsi, à certains égards, le dialecte est plus proche de ceux parlés au Tamil Nadu que du tamoul de Jaffna.
Certains noms de lieux tamouls (en) ont été conservés dans ces quartiers. En dehors du nord-est dominé par les Tamouls, le district de Puttalam a le pourcentage le plus élevé de noms de lieux d'origine tamoule au Sri Lanka. Des toponymes composites ou hybrides sont également présents dans ces quartiers.

### Affinités génétiques
Bien que les Tamouls srilankais soient culturellement et linguistiquement distincts, des études génétiques indiquent qu'ils sont étroitement liés à d'autres groupes ethniques de l'île tout en étant également liés aux Tamouls indiens du sud de l'Inde. Il existe diverses études qui indiquent divers degrés de liens entre les Tamouls srilankais, les Cingalais et les groupes ethniques indiens.
Une étude menée par Kshatriya en 1995 a révélé que les deux groupes ethnolinguistiques du Sri Lanka, y compris les Tamouls, étaient les plus proches de la population tamoule de l'Inde et aussi de la population musulmane du sud de l'Inde. Ils se sont avérés être le groupe le plus éloigné des Veddahs, et assez éloignés des Indiens du Nord-Ouest (Pendjabis et Gujaratis) et des Indiens du Nord-Est (Bengalis).
Par rapport aux Tamouls indiens, les Tamouls du Sri Lanka avaient un mélange plus élevé avec les Cinghalais, bien que les Cinghalais eux-mêmes partagent un mélange génétique de 69,86 % (+/- 0,61) avec les Tamouls indiens. Cependant, l'étude a été réalisée en utilisant des cinghalais de régions où les interactions cinghalais-tamouls étaient plus élevées et des méthodes plus anciennes par rapport à d'autres études modernes et précises. L'étude a déclaré que tout mélange de migrations il y a plusieurs milliers d'années doit avoir été effacé par des millénaires de mélange parmi les peuples géographiquement locaux.
Une analyse du polymorphisme Alu des Cingalais de Colombo par le Dr Sarabjit Mastanain en 2007 utilisant les Tamouls, les Bengalis, les Gujaratis (Patel) et les Pendjabis comme populations parentales a révélé que les Cingalais partagent 11 à 30 % de leurs gènes avec les Tamouls.
Une autre étude VNTR a révélé que 16 à 30 % des gènes cingalais sont partagés avec les Tamouls.

### Religion

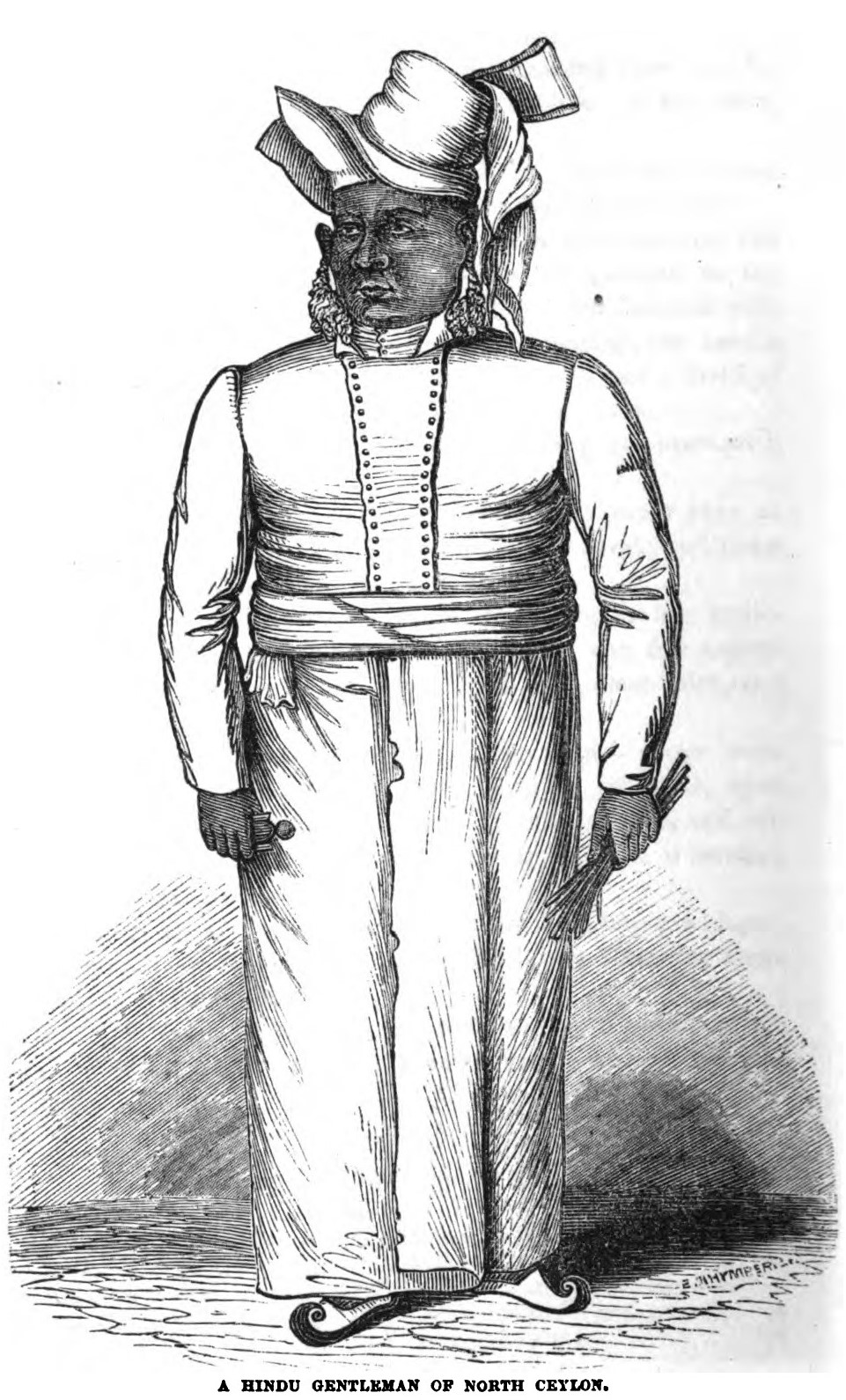
Un gentilhomme hindou du nord de Ceylan (1859).

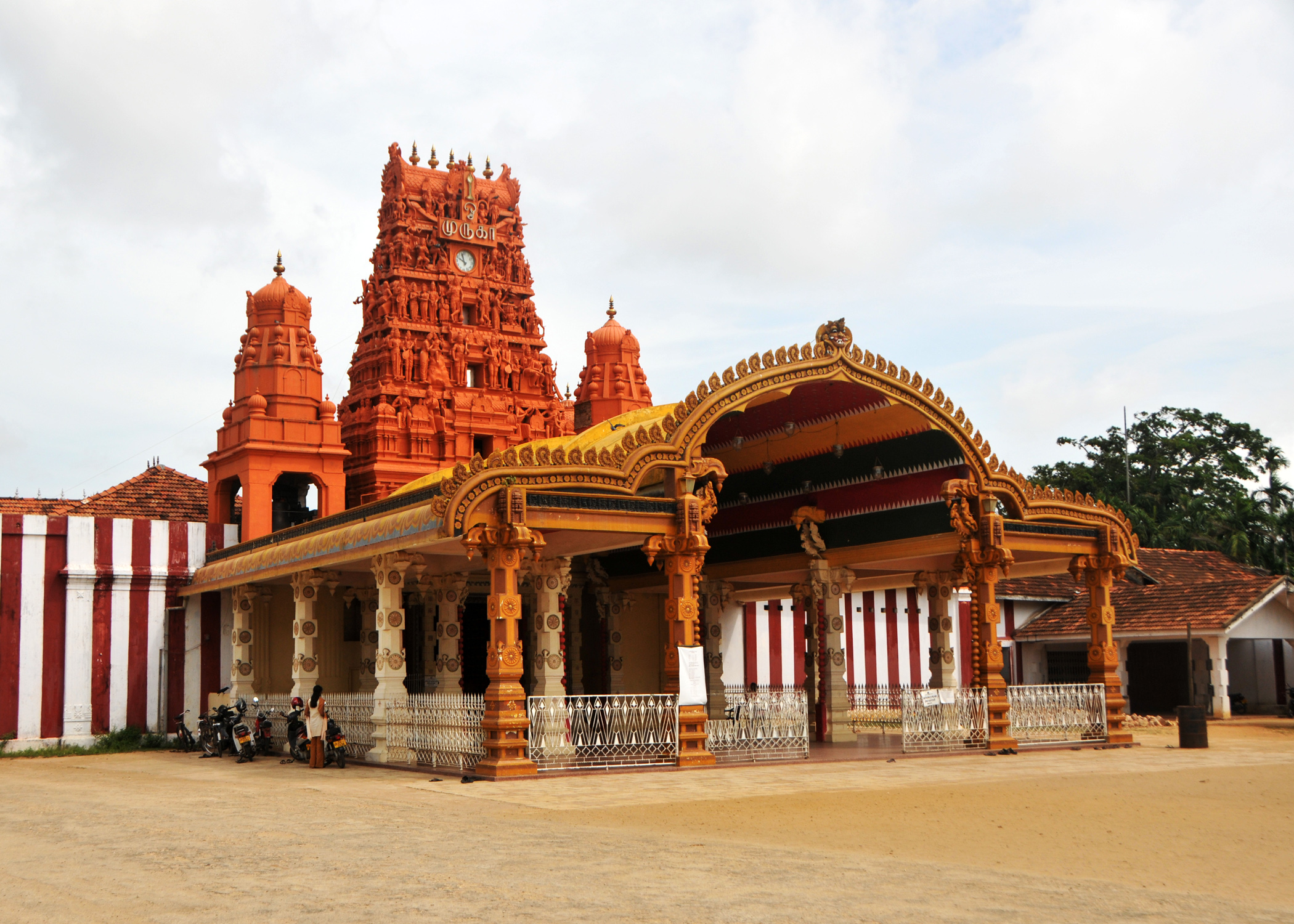
Le Nallur Kandaswamy Kovil, l'un des principaux Kovil du Sri Lanka.

En 1981, environ 80 % des Tamouls srilankais étaient des hindous qui suivaient la secte shivaïte. Les autres étaient pour la plupart des catholiques romains qui se sont convertis après la conquête portugaise du royaume de Jaffna (en). Il existe également une petite minorité de protestants en raison des efforts missionnaires déployés au XVIIIe siècle par des organisations telles que l'American Ceylon Mission (en) (mission américaine de Ceylan). La plupart des Tamouls qui habitent la province de l'Ouest sont des catholiques romains, tandis que ceux des provinces du Nord et de l'Est sont principalement hindous. Les églises pentecôtistes et autres, telles que les Témoins de Jéhovah, sont actives parmi les populations déplacées et réfugiées Le recensement de 2012 au Sri Lanka a révélé une population bouddhiste de 22 254 personnes parmi les Tamouls srilankais, soit environ 1 % de tous les Tamouls srilankais au Sri Lanka.
L'élite hindoue, en particulier les Vellalar (en), suit l'idéologie religieuse Shaiva Siddhanta (école shivaïte) tandis que les masses pratiquent l'hindouisme populaire, confirmant leur foi dans les divinités des villages locaux (en) qui ne se trouvent pas dans les écritures hindoues formelles. Le lieu de culte dépend de l'objet de culte et de la manière dont il est abrité. Il pourrait s'agir d'un véritable temple hindou connu sous le nom de Koyil, construit selon les scripts Agamiques (en) (un ensemble d'écritures régissant le culte du temple). Le plus souvent, cependant, le temple n'est pas achevé conformément aux écritures Agamiques, mais se compose de la structure essentielle la plus simple abritant une divinité locale. Ces temples observent les heures quotidiennes de Puja (prières) et sont fréquentés par les habitants. Les deux types de temples ont un ritualiste résident ou un prêtre connu sous le nom de Kurukkal. Un Kurukkal peut appartenir à quelqu'un d'une lignée locale importante comme la communauté Pandaram ou Iyer. Dans la province de l'Est, un Kurukkal appartient généralement à la secte Lingayat. D'autres lieux de culte n'ont pas d'icônes pour leurs divinités. Le sanctuaire pouvait abriter un trident (culam), une pierre ou un grand arbre. Les temples de ce type sont courants dans les provinces du Nord et de l'Est ; un village typique compte jusqu'à 150 structures de ce type. L'offrande serait faite par un ancien de la famille propriétaire du site. Une lampe à huile de noix de coco était allumée le vendredi et un plat de riz spécial connu sous le nom de pongal (en) était cuit soit un jour considéré comme propice par la famille, soit le jour du Thai Pongal, et éventuellement le jour du Nouvel An tamoul.
Il existe plusieurs divinités vénérées : Aiyanar, Annamar, Vairavar, Kali, Pillaiyar, Murukan, Kannaki Amman (en) et Mariamman. Les villages ont davantage de temples de Pillaiyar, qui sont fréquentés par les agriculteurs locaux. Kannaki Amman est principalement fréquenté par les communautés maritimes. Les Tamouls catholiques romains, ainsi que les membres d'autres confessions, adorent au sanctuaire Notre-Dame de Madhu. Les hindous ont plusieurs temples d'importance historique tels que ceux de Ketheeswaram, Koneswaram, Naguleswaram, Munneswaram, Tondeswaram et Nallur Kandaswamy. Le temple de Kataragama (en) et le pic d'Adam sont fréquentés par toutes les communautés religieuses.

### Langue
Les Tamouls srilankais parlent principalement le tamoul et ses dialectes srilankais. Ces dialectes se différencient par les changements phonologiques et les changements de son dans leur évolution du tamoul classique ou ancien (IIIe siècle av. J.-C. au VIIe siècle apr. J.-C.). Les dialectes tamouls srilankais forment un groupe distinct des dialectes des États modernes du Tamil Nadu et du Kerala en Inde. Ils sont classés en trois sous-groupes : les dialectes tamouls de Jaffna, tamouls de Batticaloa et tamouls de Negombo. Ces dialectes sont également utilisés par des groupes ethniques autres que les Tamouls tels que les Cingalais, les Maures et les Vedda. Les mots d'emprunt tamouls en singhalais suivent également les caractéristiques des dialectes tamouls srilankais. Les Tamouls srilankais, selon l'endroit où ils vivent au Sri Lanka, peuvent également parler le singhalais et/ou l'anglais. Selon le recensement de 2012, 32,8 % ou 614 169 Tamouls srilankais parlaient également le singhalais et 20,9 % ou 390 676 Tamouls srilankais parlaient également l'anglais.
Le dialecte tamoul de Negombo est utilisé par les pêcheurs bilingues de la région de Negombo, qui s'identifient autrement comme cinghalais. Ce dialecte a subi une convergence considérable avec le cinghalais parlé Le dialecte tamoul de Batticaloa est partagé entre les Tamouls, les musulmans, les Veddhas et les Burghers portugais de la province orientale. Le dialecte tamoul de Batticaloa est le plus littéraire de tous les dialectes parlés du tamoul. Il a conservé plusieurs traits anciens, restant plus conforme à la norme littéraire, tout en développant quelques innovations. Il a également son propre vocabulaire distinctif et conserve des mots qui sont uniques au malayalam actuel, une langue dravidienne du Kerala qui est originaire d'un dialecte de l'ancien tamoul vers le XVIe siècle,. Le dialecte tamoul utilisé par les résidents du district de Trincomalee présente de nombreuses similitudes avec le dialecte tamoul de Jaffna.
Le dialecte utilisé à Jaffna est le plus ancien et le plus proche de l'ancien tamoul. Le long isolement physique des Tamouls de Jaffna a permis à leur dialecte de préserver les caractéristiques anciennes du vieux tamoul qui sont antérieures au Tolkāppiyam, le traité grammatical sur le tamoul daté du IIIe siècle av. J.-C. au Xe siècle apr. J.-C.. En outre, une grande partie des colons provenaient de la côte de Malabar (majoritaires jusqu'au XIIIe siècle), ce qui a peut-être contribué à la préservation du dialecte,. Leur discours ordinaire est étroitement lié au tamoul classique. Le dialecte tamoul conservateur de Jaffna et les dialectes tamouls indiens ne sont pas mutuellement intelligibles, et le premier est fréquemment confondu avec le malayalam par les locuteurs tamouls indiens natifs. La variante tamoule du Tamil Nadu la plus proche du tamoul de Jaffna est le tamoul littéraire, utilisé dans les discours formels et la lecture des nouvelles. Il existe également des mots d'emprunt Prâkrit qui sont uniques au tamoul de Jaffna,

### Éducation

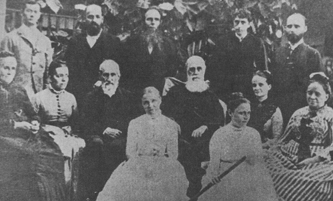
Un groupe de missionnaires américains de la mission de Ceylan à Jaffna (vers 1890).

La société tamoule srilankaise accorde une grande importance à l'éducation, pour elle-même ainsi que pour les opportunités qu'elle offre. Les rois de la dynastie Aryacakravarti étaient historiquement des mécènes de la littérature et de l'éducation. Les écoles du temple et les classes traditionnelles de gurukulam sur les vérandas (connues sous le nom de Thinnai Pallikoodam en tamoul) ont diffusé une éducation de base en religion et dans des langues telles que le tamoul et le sanskrit aux classes supérieures. Les Portugais ont introduit l'éducation de style occidental après leur conquête du royaume de Jaffna en 1619. Les Jésuites ont ouvert des églises et des séminaires, mais les Néerlandais les ont détruits et ont ouvert leurs propres écoles rattachées aux églises réformées néerlandaises lorsqu'ils ont repris les régions de langue tamoule du Sri Lanka.
L'impulsion principale pour l'opportunité éducative est venue avec la création de la mission américaine de Ceylan dans le district de Jaffna, qui a commencé avec l'arrivée en 1813 de missionnaires parrainés par l'American Board of Commissioners for Foreign Missions. La période critique de l'impact des missionnaires s'étend des années 1820 au début du XXe siècle. Pendant ce temps, ils ont créé des traductions tamoules de textes anglais, se sont engagés dans l'impression et l'édition, ont créé des écoles primaires, secondaires et universitaires (en) et ont fourni des soins de santé aux résidents de la péninsule de Jaffna. Les activités américaines à Jaffna ont également eu des conséquences imprévues. La concentration d'écoles missionnaires protestantes efficaces à Jaffna a produit un mouvement de renouveau parmi les hindous locaux dirigé par Arumuka Navalar (en), qui a répondu en construisant de nombreuses autres écoles dans la péninsule de Jaffna. Les catholiques locaux ont également ouvert leurs propres écoles en réaction, et l'État avait sa part d'écoles primaires et secondaires. L'alphabétisation en tamoul a considérablement augmenté à la suite de ces changements. Cela a incité le gouvernement colonial britannique à embaucher des Tamouls comme fonctionnaires à Ceylan, en Inde, en Malaisie et à Singapour sous contrôle britannique.
Au moment où le Sri Lanka est devenu indépendant en 1948, environ soixante pour cent des emplois gouvernementaux étaient occupés par des Tamouls, qui formaient à peine 15 % de la population. Les dirigeants élus cinghalais du pays ont vu cela comme le résultat d'un stratagème britannique pour contrôler la majorité cinghalaise, et ont estimé que c'était une situation qui devait être corrigée par la mise en œuvre de la politique de standardisation (en),.

### Littérature
Selon les légendes, l'origine de la littérature tamoule srilankaise remonte à la période Sangam (IIIe siècle av. J.-C. au VIe siècle apr. J.-C.). Ces légendes indiquent que le poète tamoul Eelattu Poothanthevanar (en) (Poothanthevanar du Sri Lanka) a vécu pendant cette période.
La littérature tamoule de la période médiévale sur les sujets de la médecine, des mathématiques et de l'histoire a été produite dans les tribunaux du royaume de Jaffna. Pendant le règne de Singai Pararasasegaram, une académie pour la propagation de la langue tamoule, calquée sur celles de l'ancien Sangam tamoul (en), a été créée à Nallur. Cette académie a rassemblé des manuscrits d'œuvres anciennes et les a conservés dans la bibliothèque Saraswathy Mahal,.
Pendant les périodes coloniales portugaise et néerlandaise (1619–1796), Muttukumara Kavirajar (en) est le premier auteur connu à avoir utilisé la littérature pour répondre aux activités missionnaires chrétiennes. Il a été suivi par Arumuga Navalar (en), qui a écrit et publié un certain nombre de livres. La période d'activités missionnaires conjointes des missions anglicane, américaine de Ceylan et méthodiste a également vu la diffusion de l'éducation moderne et l'expansion des activités de traduction.
La période moderne de la littérature tamoule a commencé dans les années 1960 avec la création d'universités modernes et d'un système d'enseignement gratuit au Sri Lanka après l'indépendance. Les années 1960 ont également vu une révolte sociale contre le système des castes à Jaffna, qui a eu un impact sur la littérature tamoule : Dominic Jeeva (en), Senkai aazhiyaan, Thamizhmani Ahalangan sont les produits de cette période.
Après le début de la guerre civile du Sri Lanka en 1983, un certain nombre de poètes et d'écrivains de fiction sont devenus actifs, se concentrant sur des sujets tels que la mort, la destruction et le viol. De tels écrits n'ont aucun parallèle dans aucune littérature tamoule antérieure. La guerre a produit des écrivains tamouls déplacés dans le monde entier qui ont enregistré leur désir de retrouver leurs maisons perdues et le besoin de s'intégrer aux communautés dominantes d'Europe et d'Amérique du Nord.
La bibliothèque publique de Jaffna, qui contenait plus de 97 000 livres et manuscrits, était l'une des plus grandes bibliothèques d'Asie et, à la suite de l'incendie de la bibliothèque publique de Jaffna, une grande partie de la littérature tamoule srilankaise (en) a été effacée.

### Cuisine
La cuisine des Tamouls srilankais s'inspire de celle de l'Inde, ainsi que des colons et des commerçants étrangers. Le riz est généralement consommé quotidiennement et peut être trouvé à toute occasion spéciale, tandis que les currys épicés sont les plats préférés pour le déjeuner et le dîner. Le riz au curry (en) est le nom d'une gamme de plats tamouls srilankais distincts de la cuisine tamoule indienne, avec des variations régionales entre les régions nord et est de l'île. Alors que le riz au curry est le menu de déjeuner le plus populaire, des combinaisons telles que le lait caillé, la mangue acidulée et le riz à la tomate sont également couramment servies.
Les Idiyappam (en), qui sont faits à partir de farine de riz et ressemblent à des vermicelles tricotés soigneusement disposés en morceaux circulaires d'environ 12 centimètres de diamètre, sont fréquemment combinés avec du sothi à la tomate (une soupe) et des currys pour le petit-déjeuner et le dîner. Un autre plat courant est le puttu, une poudre de riz granuleuse, sèche mais douce cuite à la vapeur dans un cylindre de bambou avec la base enveloppée dans un tissu afin que la flûte de bambou puisse être placée debout sur un pot en argile d'eau bouillante. Cela peut être transformé en variétés telles que le ragi, les épinards et le tapioca puttu. Il existe également des puttus sucrés et salés. Un autre plat populaire pour le petit-déjeuner ou le dîner est l'Appam, une fine crêpe croustillante à base de farine de riz, avec une croûte molle et ronde au milieu. Il a des variantes telles que l'œuf ou le lait Appam.
Jaffna, en tant que péninsule, regorge de fruits de mer comme le crabe, le requin, le poisson, la crevette et le calmar. Les plats de viande tels que le mouton, le poulet et le porc ont également leurs propres spécialités culinaires. Les currys de légumes utilisent principalement des ingrédients du jardin potager tels que la citrouille, l'igname, les graines de jacquier, la fleur d'hibiscus et diverses feuilles vertes. Le lait de coco et la poudre de piment fort sont également fréquemment utilisés. Les apéritifs peuvent consister en une gamme d'achars (cornichons) et de vadahams. Les collations et les sucreries sont généralement de la variété « rustique» faite maison, à base de jaggery, de graines de sésame, de noix de coco et d'huile de gingelly, pour leur donner leur saveur régionale distincte. Une boisson alcoolisée populaire dans les zones rurales est le vin de palme (toddy), fabriqué à partir de sève de palmier. Les collations, les mets salés, les sucreries et la bouillie produits à partir du palmier forment une catégorie d'aliments distincte mais unique ; des feuilles en forme d'éventail à la racine, le palmier fait partie intégrante de la vie et de la cuisine de la région du nord de l'île.

## Politique
Le Sri Lanka est devenu une nation indépendante en 1948. Depuis l'indépendance, les relations politiques entre les communautés cinghalaise et tamoule srilankaise ont été tendues. Le Sri Lanka n'a pas été en mesure de contenir sa violence ethnique alors qu'elle est passée d'un terrorisme sporadique à la violence de la foule, et finalement à la guerre civile. La guerre civile srilankaise a plusieurs causes sous-jacentes : la manière dont les identités ethniques modernes se sont fabriquées et refaites depuis la période coloniale, les guerres rhétoriques sur les sites archéologiques et les étymologies des noms de lieux, et l'utilisation politique du passé national. La guerre civile a entraîné la mort d'au moins 100 000 personnes, et, selon des groupes de défense des droits humains tels que Human Rights Watch, la disparition forcée de milliers d'autres (voir Enlèvements avec des camionnettes blanches au Sri Lanka),,. Depuis 1983, le Sri Lanka a également connu des déplacements massifs de civils de plus d'un million de personnes, dont 80 % de Tamouls sri lankais.

### Avant l'indépendance
L'arrivée de missionnaires protestants à grande échelle à partir de 1814 a été l'un des principaux contributeurs au développement de la conscience politique chez les Tamouls srilankais. Les activités des missionnaires de l'American Board of Commissioners for Foreign Missions et des églises méthodistes et anglicanes ont conduit à un renouveau parmi les Tamouls hindous qui ont créé leurs propres groupes sociaux, construit leurs propres écoles et temples et publié leur propre littérature pour contrer les activités missionnaires. Le succès de cet effort a conduit à une nouvelle confiance pour les Tamouls, les encourageant à se considérer comme une communauté, et a ouvert la voie à leur émergence en tant que société culturelle, religieuse et linguistique au milieu du XIXe siècle,.
Le Royaume-Uni, qui a conquis toute l'île en 1815, a établi un conseil législatif en 1833. Au cours des réformes Colebrooke-Cameron de 1833, le contrôle centralisé britannique à Colombo et a fusionné tous les territoires administratifs, y compris les régions tamoules qui étaient auparavant administrées séparément. Une forme de gouvernement central moderne a été établie pour la première fois dans l'île, suivie d'un déclin progressif de la forme locale de féodalisme, y compris Rajakariya, qui a été abolie peu de temps après.
Au conseil législatif, les Britanniques ont attribué trois sièges européens et un siège chacun pour les Cinghalais, les Tamouls et les Burghers. La principale fonction de ce conseil était d'agir en tant que conseiller du gouverneur, et les sièges sont finalement devenus des postes électifs. Il y avait initialement peu de tension entre les Cinghalais et les Tamouls, lorsqu'en 1913 Ponnambalam Arunachalam, un Tamoul, fut élu représentant des Cinghalais ainsi que des Tamouls au conseil législatif national. Le gouverneur britannique William Henry Manning, qui a été nommé en 1918, a cependant activement encouragé le concept de « représentation communale ». Par la suite, la Commission Donoughmore en 1931 a rejeté la représentation communale et introduit le suffrage universel. Cette décision s'est heurtée à l'opposition des dirigeants politiques tamouls, qui ont compris qu'ils seraient réduits à une minorité au parlement en fonction de leur proportion dans la population totale. En 1944, G. G. Ponnambalam, un dirigeant de la communauté tamoule, suggéra à la Commission Soulbury (en) qu'un nombre à peu près égal de sièges soit attribué aux Cinghalais et aux minorités dans un Ceylan indépendant (50 : 50) — une proposition qui fut rejetée. Mais en vertu de l'article 29(2) de la constitution formulée par le commissaire, une protection supplémentaire a été accordée aux groupes minoritaires, exigeant une majorité des deux tiers pour tout amendement et un schéma de représentation donnant plus de poids aux minorités ethniques.

### Après l'indépendance

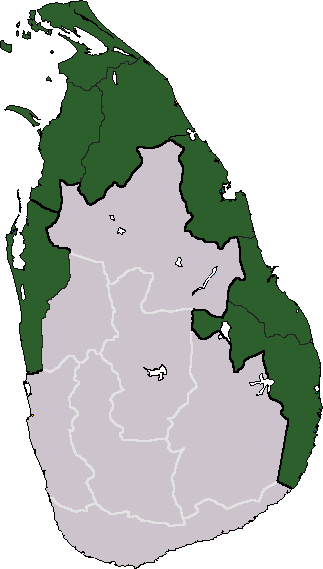
Revendications territoriales pour l'État de l'Eelam tamoul par divers groupes tamouls.

Peu après l'indépendance en 1948, G.G. Ponnambalam et son All Ceylon Tamil Congress ont rejoint le gouvernement dirigé par le Parti national uni modéré et orienté vers l'occident de D. S. Senanayake (en), ce qui a conduit à une scission au sein du Congrès tamoul. S. J. V. Chelvanayakam, le chef du Parti fédéral dissident (FP ou Ilankai Tamil Arasu Kachchi), a contesté le Ceylon Citizenship Act (en), qui refusait la citoyenneté aux Tamouls d'origine indienne (en) récente, devant la Cour suprême du Sri Lanka, puis devant le Comité judiciaire du Conseil privé, mais a échoué pour le faire annuler. Le FP est finalement devenu le parti politique tamoul dominant. En réponse au Sinhala Only Act en 1956, qui faisait du singhalais la seule langue officielle, les députés du Parti fédéral ont organisé un sit-in non violent (Satyagraha), mais il a été violemment dispersé par une foule. Le FP a été blâmé et brièvement interdit après les émeutes de mai-juin 1958 ciblant les Tamouls, au cours desquelles beaucoup ont été tués et des milliers ont été forcés de fuir leurs maisons. Un autre point de conflit entre les communautés était les projets de colonisation parrainés par l'État (en) qui ont effectivement modifié l'équilibre démographique dans la province de l'Est, une région que les nationalistes tamouls considéraient comme leur patrie traditionnelle, en faveur de la majorité cinghalaise,.
En 1972, une nouvelle constitution a supprimé l'article 29(2) de la constitution Soulbury de 1947 qui avait été formulée pour protéger les intérêts des minorités. De plus, en 1973, la politique de standardisation (en) a été mise en œuvre par le gouvernement srilankais, soi-disant pour rectifier les disparités dans les inscriptions universitaires créées sous la domination coloniale britannique. Les avantages qui en ont résulté pour les étudiants cinghalais se sont également traduits par une diminution significative du nombre d'étudiants tamouls au sein de la population étudiante universitaire srilankaise.
Peu de temps après, en 1973, le Parti fédéral a décidé d'exiger un État tamoul séparé. En 1976, ils ont fusionné avec les autres partis politiques tamouls pour devenir le Tamil United Liberation Front (TULF),,. En 1977, la plupart des Tamouls semblaient soutenir le mouvement d'indépendance en élisant massivement le Front de libération uni tamoul. Les élections ont été suivies des émeutes de 1977, au cours desquelles environ 300 Tamouls ont été tués. Il y a eu de nouvelles violences en 1981 lorsqu'une foule cinghalaise organisée s'est déchaînée dans les nuits du 31 mai au 2 juin, incendiant la bibliothèque publique de Jaffna - à l'époque l'une des plus grandes bibliothèques d'Asie - contenant plus de 97 000 livres et manuscrits,.

### Montée du militantisme

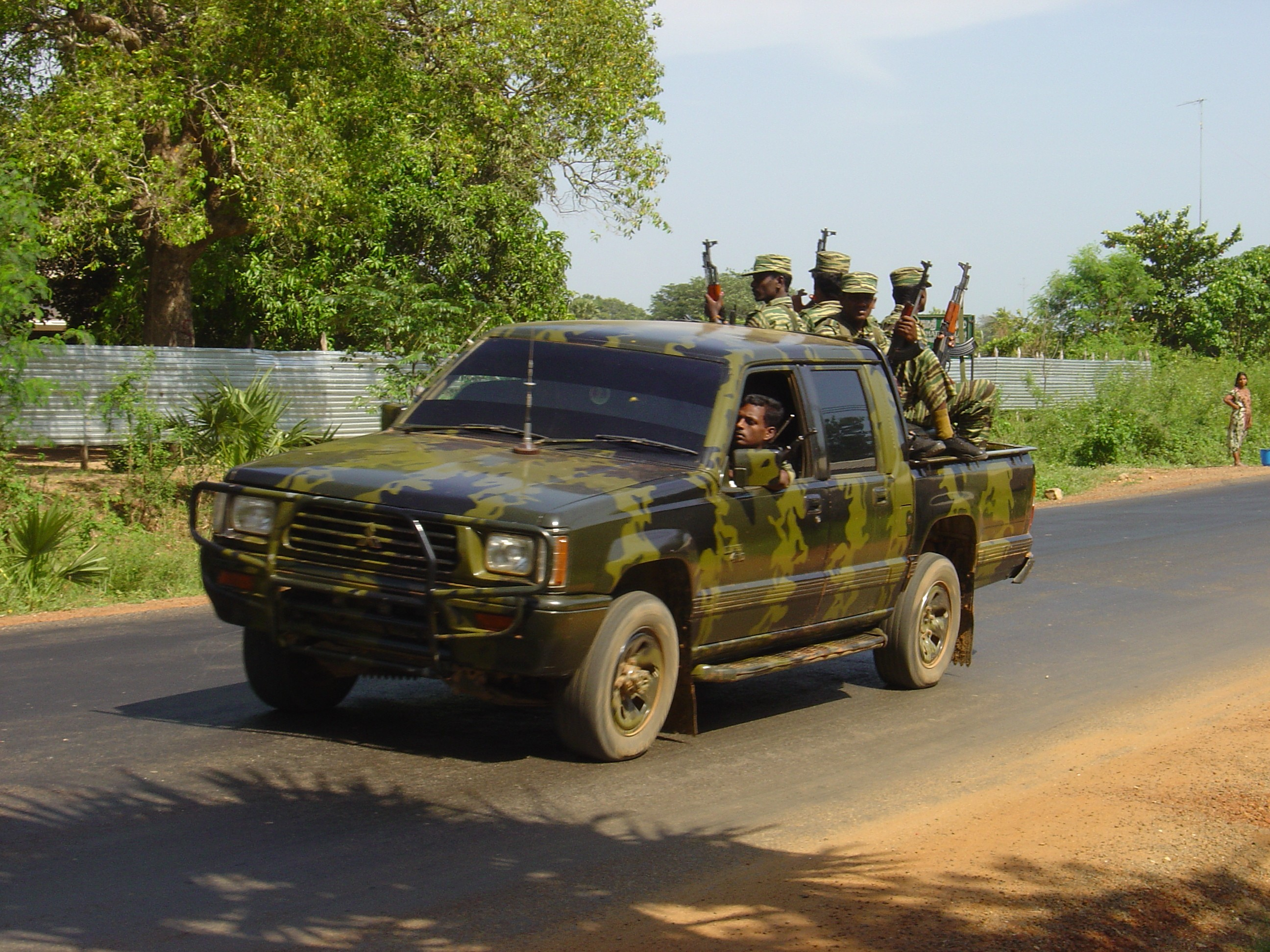
Rebelles tamouls dans une camionnette à Kilinochchi en 2004.

Depuis 1948, les gouvernements successifs ont adopté des politiques qui ont eu pour effet net d'aider la communauté cinghalaise dans des domaines tels que l'éducation et l'emploi public. Ces politiques ont rendu difficile pour les jeunes Tamouls de la classe moyenne d'entrer à l'université ou de trouver un emploi,.
Les individus appartenant à cette jeune génération, souvent désignés par les autres Tamouls comme « les garçons » (Podiyangal en tamoul), ont formé de nombreuses organisations militantes. Le contributeur le plus important à la force des groupes militants a été le massacre Juillet noir, au cours duquel entre 1 000 et 3 000, Tamouls ont été tués, incitant de nombreux jeunes à choisir la voie de la résistance armée,,.
À la fin de 1987, les groupes de jeunes militants avaient combattu non seulement les forces de sécurité srilankaises et la Force indienne de maintien de la paix, mais également entre eux, les Tigres de libération de l'Îlam tamoul (LTTE) ayant finalement éliminé la plupart des autres. À l'exception des LTTE, bon nombre des organisations restantes se sont transformées en partis politiques mineurs au sein de l'Alliance nationale tamoule ou en partis politiques autonomes. Certains fonctionnent également comme des groupes paramilitaires au sein de l'armée srilankaise.
Des groupes de défense des droits de l'homme tels qu'Amnesty International et Human Rights Watch, ainsi que le Département d'État des États-Unis et l'Union européenne ont exprimé leur inquiétude quant à la situation des droits de l'homme au Sri Lanka, et le gouvernement du Sri Lanka et les rebelles LTTE ont été accusés de violations des droits humains. Bien qu'Amnesty International ait constaté en 2003 une amélioration considérable de la situation des droits humains, attribuée à un cessez-le-feu et à des pourparlers de paix entre le gouvernement et les LTTE, en 2007, ils ont signalé une escalade des assassinats politiques, du recrutement d'enfants, des enlèvements et des affrontements armés, ce qui a créé un climat de peur dans le nord et l'est du pays.

### Fin de la guerre civile
En août 2009, la guerre civile du Sri Lanka s'est terminée par une victoire totale des forces gouvernementales. Au cours de la dernière phase de la guerre, de nombreux civils et combattants tamouls ont été tués. Le gouvernement a estimé que plus de 22 000 cadres des LTTE étaient morts. Le nombre de morts parmi les civils est estimé à 40 000 ou plus. Cela s'ajoute aux 70 000 Srilankais tués jusqu'au début de la dernière phase de la guerre civile. Plus de 300 000 civils tamouls déplacés à l'intérieur du pays ont été enterrés dans des camps spéciaux (en) et finalement relâchés. En 2011, il y avait encore quelques milliers de combattants présumés dans les prisons d'État en attente de jugement. Le gouvernement srilankais a libéré plus de 11 000 anciens cadres réhabilités des LTTE.
L'évêque de Mannar (en) Rayappu Joseph (en) a déclaré que 146 679 personnes semblaient être portées disparues entre octobre 2008 et à la fin de la guerre civile.
La présence tamoule dans la politique et la société srilankaises fait face à un renouveau. Lors des élections de 2015, l'alliance nationale tamoule a obtenu le troisième plus grand nombre de sièges au Parlement et, comme les plus grands partis, l'UNP et le SLFP ont créé un gouvernement d'unité, le chef de la TNA, R. Sampanthan, a été nommé chef de l'opposition,. K. Sripavan est devenu le 44e juge en chef et le deuxième Tamoul à occuper ce poste.

## Migrations et diaspora

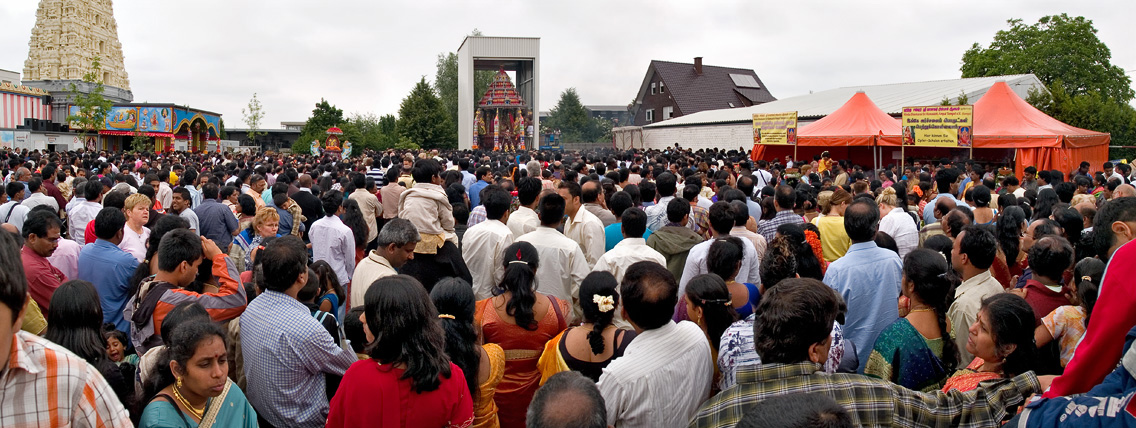
Temple de Sri Kamadchi Ampal à Hamm, en Allemagne, construit principalement par des expatriés tamouls sri lankais

### Avant l'indépendance
Les premiers locuteurs tamouls du Sri Lanka connus pour avoir voyagé dans des pays étrangers étaient membres d'une guilde de marchands appelée Tenilankai Valanciyar (Valanciyar de Lanka du Sud). Ils ont laissé des inscriptions dans le sud de l'Inde datées du XIIIe siècle. À la fin du XIXe siècle, des Tamouls instruits de la péninsule de Jaffna ont migré vers les colonies britanniques de Malaisie (Malaisie et Singapour) et d'Inde pour aider la bureaucratie coloniale. Ils ont travaillé dans presque toutes les branches de l'administration publique, ainsi que dans les plantations et dans les secteurs industriels. Parmi les éminents Tamouls srilankais figurant sur la liste Forbes des milliardaires figurent : Ananda Krishnan (en), Raj Rajaratnam et G. Gnanalingam (en), et l'ancien ministre des Affaires étrangères et vice-Premier ministre de Singapour, S. Rajaratnam (en), sont d'origine tamoule srilankaise. C. W. Thamotharampillai (en), un revivaliste de la langue tamoule basé en Inde, est né dans la péninsule de Jaffna. Avant la guerre civile du Sri Lanka, les communautés tamoules srilankaises étaient bien établies en Malaisie, à Singapour, en Inde et au Royaume-Uni.

### Après la guerre civile

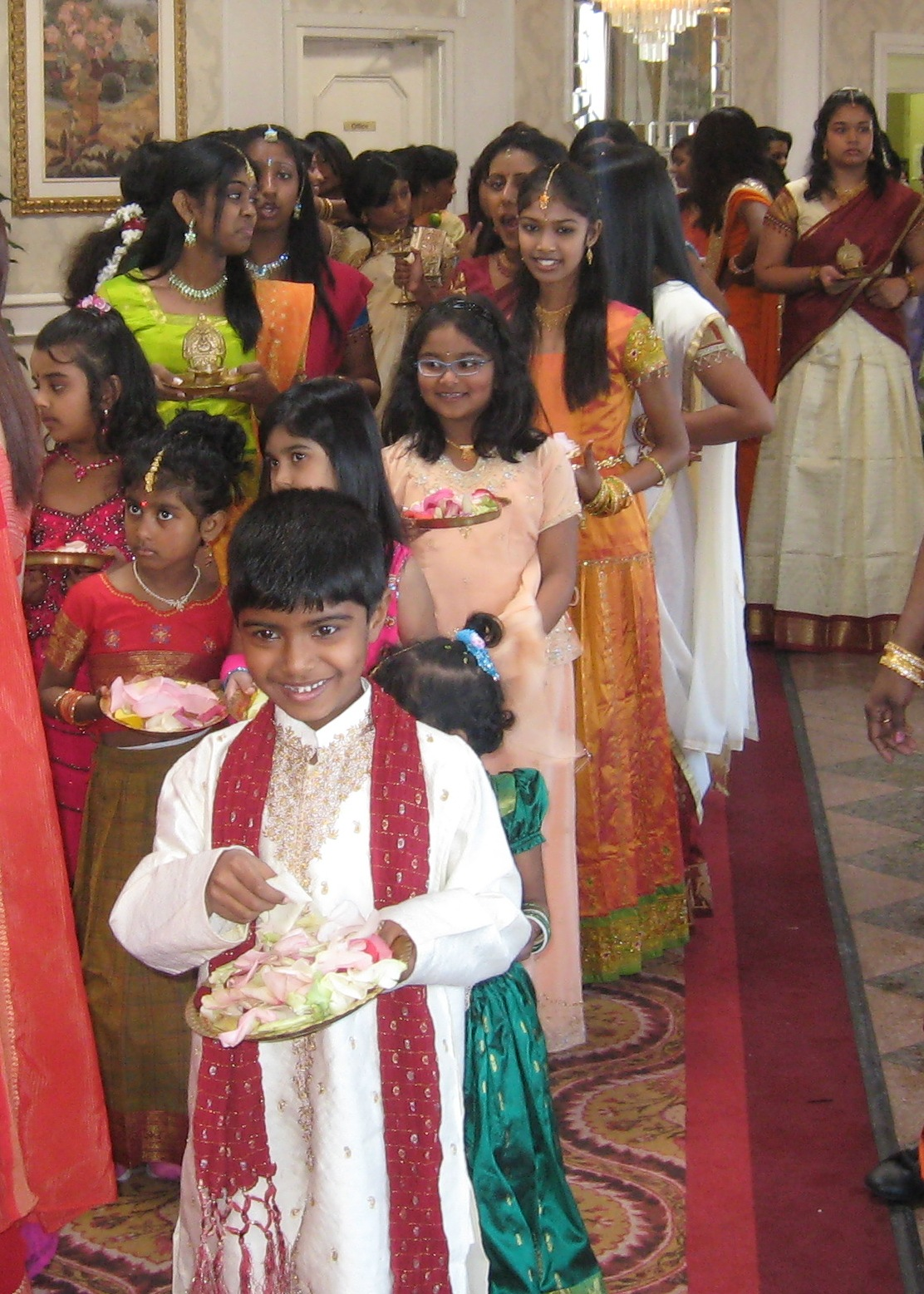
Enfants tamouls srilankais-canadiens en vêtements traditionnels au Canada.

Après le début du conflit entre le gouvernement srilankais et les Tigres de libération de l'Eelam tamoul, il y a eu une migration massive de Tamouls essayant d'échapper aux difficultés et aux périls de la guerre. Au départ, ce sont les professionnels de la classe moyenne, tels que les médecins et les ingénieurs, qui ont émigré ; ils ont été suivis par les segments les plus pauvres de la communauté. Les combats ont chassé plus de 800 000 Tamouls de leurs maisons vers d'autres endroits au Sri Lanka en tant que personnes déplacées à l'intérieur du pays et également à l'étranger, ce qui a incité le Haut Commissariat des Nations unies pour les réfugiés (HCR) à les identifier en 2004 comme le plus grand groupe de demandeurs d'asile,.
Le pays avec la plus grande part de Tamouls déplacés est le Canada, avec plus de 200 000 résidents légaux, trouvés principalement dans la région du Grand Toronto et il y a un certain nombre d'éminents Canadiens d'origine tamoule srilankaise, comme l'auteur Shyam Selvadurai et Indira Samarasekera, ancienne présidente de l'Université de l'Alberta.
Les Tamouls srilankais en Inde sont pour la plupart des réfugiés d'environ plus de 100 000 dans des camps spéciaux et 50 000 autres à l'extérieur des camps. Dans les pays d'Europe occidentale, les réfugiés et les immigrés se sont intégrés dans la société là où cela était autorisé. La chanteuse britannique tamoule M.I.A. (née Mathangi Arulpragasam) et le journaliste de la BBC George Alagiah sont, entre autres, des personnes notables d'origine tamoule srilankaise. Les hindous tamouls srilankais ont construit un certain nombre de temples hindous importants en Amérique du Nord et en Europe, notamment au Canada, en France, en Allemagne, au Danemark et au Royaume-Uni,.
Les Tamouls srilankais continuent de chercher refuge dans des pays comme le Canada et l'Australie,. L'Organisation internationale pour les migrations et le gouvernement australien ont déclaré certains Sri Lankais, dont des Tamouls, comme migrants économiques. Une enquête du gouvernement canadien a révélé que plus de 70 % des réfugiés tamouls srilankais sont retournés au Sri Lanka pour des vacances, ce qui soulève des inquiétudes quant à la légitimité de leurs demandes d'asile.
En 2015, les chercheurs estiment généralement que le nombre de migrants tamouls sri lankais et de leurs descendants en France serait compris entre 80 000 et 100 000 personnes.